# Sova pálená
Sova pálená (Tyto alba) je středně velký druh sovy z čeledi sovovitých (Tytonidae), nápadný hlavně výrazným srdcovitým závojem kolem očí. Jedná se o nejrozšířenější druh sovy vůbec, obývající řadu biotopů na všech kontinentech s výjimkou Antarktidy.

## Synonyma
- Strix alba Scopoli, 1769
- Lechusa stirtoni Miller, 1956

## Popis

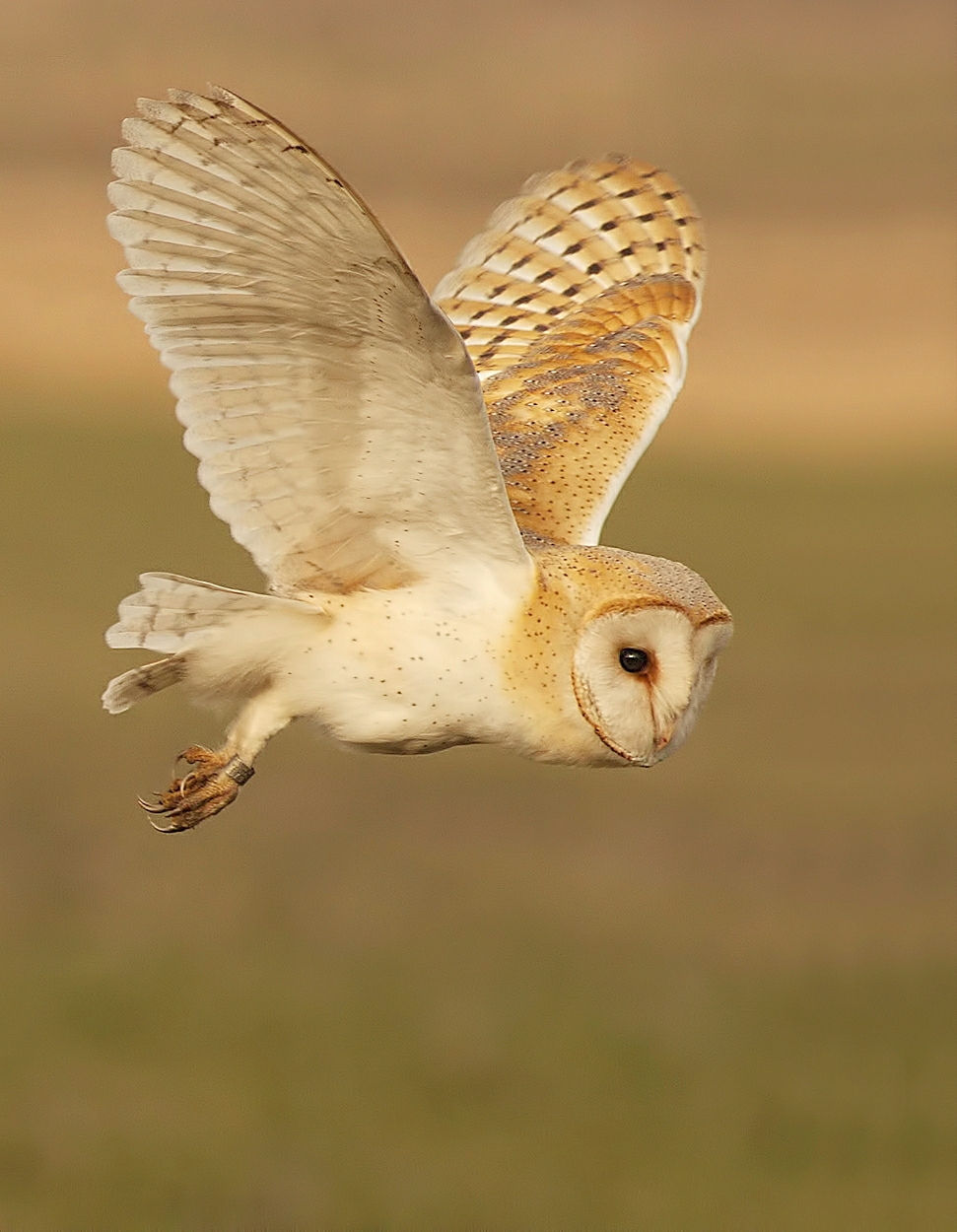
Sova pálená v letu

Středně velká, štíhlá sova s dlouhýma nohama. Délka těla je 33–39 cm, rozpětí křídel 80–95 cm. Hmotnost se pohybuje mezi 200–400 g. Svrchu je šedá a okrová, zespodu v závislosti na poddruhu buď čistě bílá nebo žlutooranžová (středoevropský poddruh T. a. guttata má spodinu žlutooranžovou). Výrazný obličejový závoj je světlý a má typicky srdcovitý tvar, oči jsou černé. Obě pohlaví jsou zbarvena podobně, samci bývají o něco světlejší. Létá houpavě, elegantně a zcela neslyšně, často s volně svěšenýma nohama.

## Hlasový projev
Nejčastěji se ozývá drsným, těžko popsatelným křikem, samice a vzácně i samci mohou opakovaně vydávat také táhlý, vrnivý zvuk připomínající volání lelka lesního. Mláďata na hnízdě se ozývají hlasitým táhlým syčením.

## Rozšíření a početnost
Sova pálená má kosmopolitní typ rozšíření. Žije na všech kontinentech s výjimkou Antarktidy a zcela chybí pouze v chladných oblastech, na Sahaře a v tropických deštných pralesích. Většina populace obývá teplejší oblasti, k severu nejvýše proniká v západní Evropě, a to přibližně k 60. rovnoběžce. Jde o stálý a přelétavý druh, který často podniká potulky a přesídlování v nejrůznějších směrech, občas i značně daleko od hnízdiště. Těžištěm výskytu v Evropě je Španělsko (50 400 – 90 500 párů) a Francie (20 000 – 60 000 párů). Již od 50. let 20. století její početnost prudce klesá; 20–50% pokles stavů byl zaznamenán ve 13 evropských zemích, více než 50% v 7 evropských zemích a na Maltě již vyhynula.

### Výskyt v Česku
Na území ČR hnízdí pravidelně, ale vzácně, hlavně v nižších polohách do 400 m n. m. Její početnost se vzhledem k výrazným početním výkyvům zjišťuje jen obtížně, dlouhodobě však vykazuje klesající tendenci. Zatímco v letech 1973–1977 byla jako hnízdící druh zaznamenána v 58 % kvadrátů, v letech 1985–1989 jen v 50 % kvadrátů. V letech 1985–1989 byla celková početnost odhadnuta na 400–700 párů a v letech 2001–2003 na 130–500 párů.

## Potrava
Potravu tvoří hlavně hlodavci, méně ptáci, obojživelníci a drobní savci. Z 4965 obratlovců nalezených ve 237 vývržcích z jižní Moravy a jižního Slovenska bylo 94,6 % savců, 5,2 % ptáků, 0,2 % obojživelníků a o něco méně hmyzu. Ze savců výrazně dominoval hraboš polní, z ptáků vrabec domácí. Podobné výsledky ukázal i rozbor vývržků ze severovýchodních Čech, během kterého bylo určeno 97,7 % savců (hraboš polní představoval 73,3 %), 1,7 % ptáků, 0,6 % hmyzu a jeden skokan.
Loví během soumraku a v noci, v období krmení mláďat občas i ve dne. Potravu vyhlíží za pomalého letu nízko nad zemí nebo vsedě z pozorovatelny a díky svému vynikajícímu sluchu ji dokáže přesně lokalizovat i v naprosté tmě. Kořist požírá vcelku, srsti, peří a jiných nestravitelných částí se tak stejně jako ostatní sovy zbavuje jejich vyvrhováním v podobě šišticovitých vývržků. Vývržky sovy pálené jsou typické, tmavé a díky lesklému povrchu jakoby nalakované.

## Rozmnožování

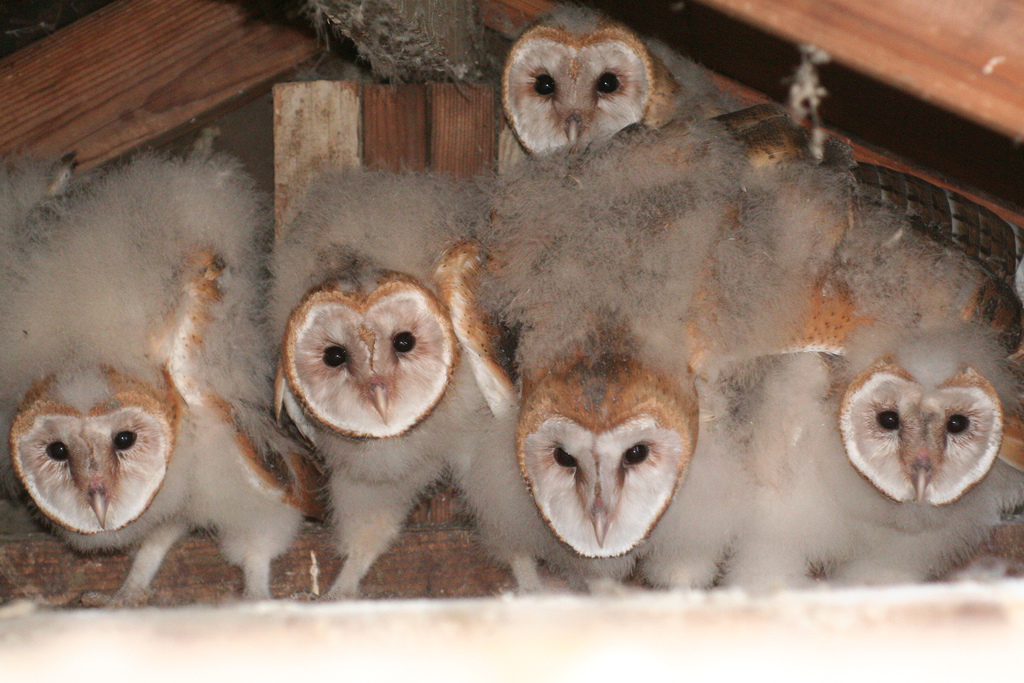
Mláďata

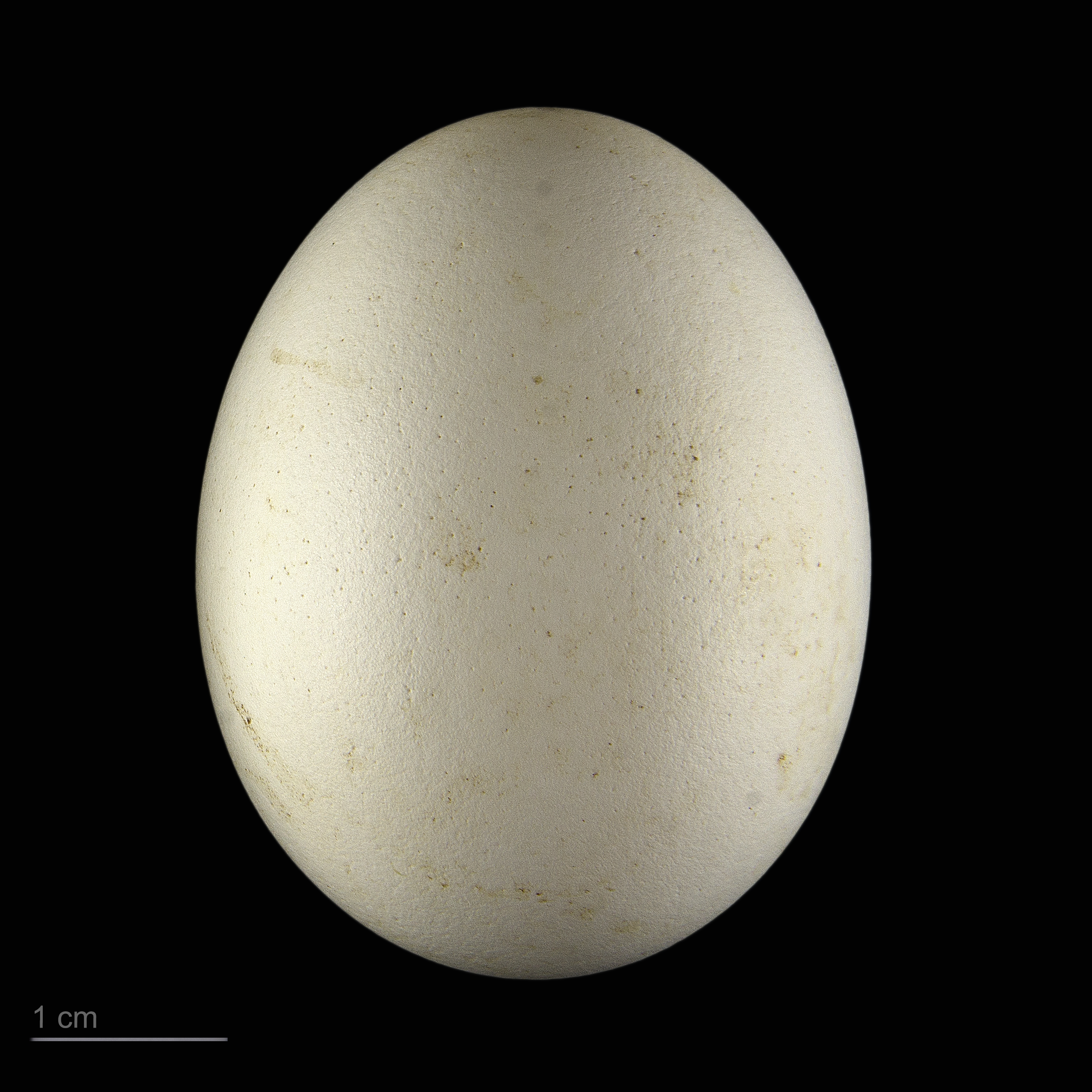
Vejce sovy pálené středoevropské (Tyto alba guttata)

Sova pálená vytváří trvalé páry, které zpravidla zůstávají věrné místu hnízdění. Tok začíná v závislosti na klimatických podmínkách v únoru nebo březnu a oba partneři se během něj ozývají pronikavými chraplavými skřeky.
Původně k hnízdění vyhledávala stromové dutiny a skály, ve velké části areálu se však postupně stala synantropním druhem a dnes tak většina populace hnízdí v lidských stavbách, nejčastěji ve věžích kostelů nebo ve stodolách. Ochotně přijímá i vhodné hnízdní budky. Hnízdo nestaví, samice klade vejce přímo na podklad nebo do vývržkové drti. Průběh a úspěšnost hnízdění silně závisí na dostupnosti hlavní potravy – hraboše polního; v případě jeho přemnožení bývají snůšky početnější a hnízdí dvakrát ročně, oproti tomu v letech, kdy je potravní nabídky nedostatek, hnízdí jen jednou nebo nemusí zahnízdit vůbec. První hnízdění začíná obvykle v dubnu, druhé v červenci nebo srpnu. V první snůšce bývá 3–8 vajec, druhá je o něco početnější, s 5–10 vejci. Vejce jsou čistě bílá, oválná, o rozměrech 39,7 × 30,7 mm, a samice je snáší v intervalu 2 i více dnů. Délka sezení je 30–34 dnů, sedí pouze samice, které samec přináší potravu. Mláďata jsou krmena oběma rodiči a vzletnosti dosahují v 60 dnech. Pohlavně dospělá jsou ve stáří 1 roku.
Úmrtnost sovy pálené v prvním roce života je vysoká a může dosahovat až 72 %. Nejvyšší známý věk okroužkovaného jedince je 17 let a 10 měsíců.

## Ohrožení a ochrana
Hlavní příčinou úbytku sovy pálené jsou výrazné změny v kulturní zemědělské krajině, vedoucí k nedostatku vhodných hnízdišť a potravy. K vysoké úmrtnosti pravidelně dochází během krutých sněžných zim, na které je oproti jiným sovám náchylnější kvůli nižší schopnosti hromadit zásobní tuk a špatným izolačním schopnostem opeření. Společně s nárůstem silniční dopravy výrazně přibývá i počet ptáků usmrcených vozidly. V některých evropských zemích úmrtnost sovy pálené v důsledku střetu s automobily přesahuje 70 % a např. ve Francii tímto způsobem ročně zahyne na 10 000 ptáků. Důvodem, proč se stává tak často obětí silničního provozu, je skutečnost, že příkopy a silniční náspy slouží jako oblíbená stanoviště hlodavců a pro sovu pálenou tudíž představují lákavou potravní nabídku. Příčinou rozsáhlých úhynů bylo až do 70. let 20. století také používání chemických přípravků na bázi chlorovaných uhlovodíků, sloužících k ochraně zemědělských kultur. Mezi další hrozby patří zejména nástrahy v prostředí zemědělských objektů a dalších staveb, kde se často zdržuje, jako uvíznutí v různých prostorách, pády do komínů, šachet a vertikálně stojících rour či utonutí v nádržích s tekutinami. U 171 okroužkovaných ptáků v ČR byly nejčastějšími příčinami úhynu srážka s automobilem či vlakem (53 %) a utonutí nebo vyhladovění po pádu do nádrží na melasu či siláž, šachet, rour apod. (29 %).
V ČR je sova pálená dle vyhlášky č. 395/1992 Sb. zvláště chráněná jako silně ohrožený druh. Jednou z možností aktivní ochrany je i vyvěšování hnízdních budek ve vhodných, nejčastěji zemědělských objektech. Při jejich instalaci je však třeba dbát na ochranu hnízdících ptáků před predátory, kterými jsou hlavně kuny.

## Umělý chov
Sova pálená je běžně chována v mnoha českých zoologických zahradách (např. ZOO Liberec).

## Poddruhy
V současnosti se rozlišuje 28 poddruhů sovy pálené, z nichž se v Evropě vyskytují první 4:
- sova pálená středomořská (Tyto alba alba) – jižní a západní Evropa včetně Britských ostrovů, severní Afrika od Maroka po Egypt
- s. p. středoevropská (T. a. guttata) – střední a severnější část Evropy
- s. p. sardinská (T. a. ernesti) – Sardinie a Korsika
- s. p. předoasijská (T. a. erlangeri) – Kréta a menší řecké ostrovy na jihu, také Blízký východ od Sinajského poloostrova po Írán
- T. a. schmitzi
- T. a. gracilirostris
- T. a. dedorta
- T. a. affinis
- T. a. poensis
- T. a. thomensis
- T. a. stertens
- T. a. deroepstorffi
- T. a. javanica
- T. a. sumbaensis
- T. a. meeki
- T. a. delicatula
- T. a. crassirostris
- T. a. interposita
- T. a. pratincola
- T. a. guatemalae
- T. a. bondi
- T. a. furcata
- T. a. niveicauda
- T. a. bargei
- T. a. punctatissima
- T. a. contempta
- T. a. hellmayri
- T. a. tuidara

## Ocenění
- Česká společnost ornitologická – Pták roku 1997